# Jewel (альбом Марселлы Детройт)
Jewel — второй студийный альбом американской певицы Марселлы Детройт. Выпущен в марте 1994 года звукозаписывающей компанией London Records. Является первым диском, записанным Детройт после её ухода в 1993 году из дуэта Shakespears Sister. Автором музыки и текстов большинства песен является Марселла Детройт. На одном из треков, «Ain’t Nothing Like the Real Thing», певица спела дуэтом с Элтоном Джоном. Запись продюсировал Крис Томас. Из альбома были выпущены 4 сингла: «I Believe», «Ain’t Nothing Like the Real Thing», «I’m No Angel» и «Perfect World». В коммерческом плане альбом считают сравнительно успешным — по итогам продаж в 1994 году по системе сертификации BPI Jewel получил серебряный диск. В британском альбомном чарте (UK Albums Chart) диск достиг 15 позиции.

## История записи и релиза
По словам Марселлы Детройт, она планировала записать и выпустить свой второй сольный альбом ещё в то время, когда находилась в составе дуэта Shakespears Sister. Певица начала сочинять песни для своего будущего диска в 1992 году, работая над ними, в частности, в период совместного с Шэвон Фахи концертного тура в поддержку альбома Hormonally Yours. После выступления в конце 1992 года на рождественском шоу Smash Hits Christmas участницы дуэта решили сделать творческий перерыв. В первую очередь в этом нуждалась Шэвон Фахи, которая уже давно стала чувствовать нервное перенапряжение. Для Марселлы Детройт предстоящий отпуск стал возможностью поработать над своим альбомом, не отвлекаясь на выступления и записи Shakespears Sister. По окончании рождественского шоу она улетела в США и вернулась в Лондон, по её словам, в феврале или марте 1993 года. В Лондоне певица приступила к студийной записи своих песен совместно с продюсером Крисом Томасом. В конце мая на церемонии вручения Премии Айвора Новелло, на которой альбом Hormonally Yours получил награду как «Лучший современный сборник песен» («Outstanding Contemporary Song Collection»), Детройт узнала, что Шэвон Фахи больше не желает выступать с ней в дуэте. Награду на церемонии вместе с Марселлой Детройт получали Дэвид Стюарт и издатель Фахи из EMI music, который от имени певицы прочитал: «Я желаю Марси всего наилучшего в будущем, всё хорошо, что хорошо кончается». С этого момента музыкальная карьера Детройт вновь стала сольной.
Работа над записью диска продолжалась в оставшиеся месяцы 1993 года и в начале 1994 года. Запись проходила в лондонских студиях Olympic Studios и The Town House, мастеринг — в The Town House и Metropolis Mastering. Помимо записи вокальных партий Марселла Детройт сыграла в альбоме на губной гармонике, на гитарах, акустической (в том числе на двенадцатиструнной) и электрической, а также на клавишных, включая синтезатор, клавинет, электрическое фортепиано и электроорган. Занималась аранжировкой и программированием треков. В записи принял участие среди прочих гитарист Фил Манзанера, бывший участник группы Roxy Music. Автором большинства песен диска стала Марселла Детройт. Исключение составили песня Лэнса Астона «Out of My Mind» и две кавер-версии: «Ain’t Nothing Like the Real Thing», которую впервые исполнили Марвин Гэй и Тамми Террелл, и «I Want to Take You Higher», которую впервые исполнила группа Sly & the Family Stone. Альбом был выпущен 28 марта 1994 года лейблом London Records. В апреле он поднялся до 15 позиции в британском альбомном чарте и оставался в Top 100 шесть недель.

## Критика
| Оценки критиков      | Оценки критиков |
| Источник             | Оценка          |
| -------------------- | --------------- |
| AllMusic             | [ 10 ]          |
| Cashbox              | (положительная) |
| Entertainment Weekly | B−              |

Музыкальный критик Аарон Бэджли в обзоре, опубликованном на сайте AllMusic, назвал диск Jewel разочаровывающим CD от очень талантливой исполнительницы. Талант Марселлы Детройт как вокалистки и автора песен, который она продемонстрировала в записях Shakespears Sister, раскрылся, по его мнению, в альбоме Jewel не полностью. Причиной этого автор назвал не совсем удачный выбор продюсера:

[Её] талант не полностью раскрывается на Jewel. Диск звучит шаблонно и излишне запродюсирован Крисом Томасом. Создаётся такое ощущение, что он направляет Марселлу в танцевальные ритмы середины 90-х, которые не всегда согласуются с характером её собственного звучания. Это также означает, что её невероятная игра на гитаре загублена при микшировании. Когда её оставляют одну и не «продюсируют», результаты ошеломляют.
Оригинальный текст (англ.)talent is not entirely displayed on Jewel. The CD sounds formulaic and overproduced by Chris Thomas. He seems to steer Marcella into mid-’90s dance grooves, which does not always fit her own distinctive sound. It also means that her incredible guitar playing is buried in the mix. When she is left alone and not "produced", the results are stunning.

Между тем Бэджли назвал заглавный трек альбома «Jewel» «абсолютно великолепным», в полной мере показывающим «широкий вокальный диапазон» певицы, «один из лучших в современном роке», и её способность писать «поистине очаровывающие тексты». Не менее «мощными песнями, с великолепными, цепляющими мотивами» он назвал «I Believe», «Perfect World» и «Art of Melancholy». Все остальные треки альбома являются, по мнению критика, малоинтересными, включая дуэт с Элтоном Джоном, который представляется «бессмысленным и...довольно скучным для кавер-версии».
Также слабые стороны диска, которые выражены в числе прочего неудачными каверами, отметил Джонни Хьюстон в рецензии, опубликованной в Entertainment Weekly:

Удаляясь от творчества в дуэте Shakespear’s Sister, её сольный дебют Jewel страдает от унылых каверов Мотаун и Слая Стоуна, а также от вдохновения «крёстным отцом» соула («James Brown»), которые скорее смущают, чем отвращают.
Оригинальный текст (англ.)Branching away from her work with Shakespear’s Sister, her solo debut Jewel suffers from drab Motown and Sly Stone covers and from a Godfather of Soul impression (”James Brown”) that’s more embarrassing than subversive.

Трой Дж. Аугусто в издании Cashbox дал положительную оценку альбому, отметив, что:

работа бывшей участницы Shakespear’s Sister, должна положить конец спорам о том, кто был музыкальным гением этой группы. На Jewel ангельская певица создала волнующую коллекцию душевной музыки, которая высоко оценивается по эмоциональной шкале, не взирая на её возвышенные, зачастую завораживающие, устремления. Голос Марселлы, прекрасное сочетание ритма, подобного мелодии флейты очарования и яркости, заимствованной у Кейт Буш, возносит неистовые поп-мелодии альбома в небесную обитель певчих птиц.
Оригинальный текст (англ.)effort by former Shakespear’s Sister member Detroit should lay to rest the debate concerning who was the musical genius of that band. On Jewel, the angelic singer has crafted a moving collection of soulful music that scores high on the emotive scale without tripping over its own lofty, often mesmerizing, goals. Marcella’s voice, a beautiful mix of lilting, flute-like charm and Kate Bush inspired intensity, lifts the alb's twisted pop cuts into songbird heaven.

## Синглы
Из альбома Jewel были выпущены 4 сингла (три — в 1994 году и один — в 1995 году):
- «I Believe[англ.]» — первый сингл, выпущенный за месяц до выхода альбома 28 февраля 1994 года (с треками «I Believe», «Shadow» и «I Want to Take You Higher[англ.]» — на CD-Maxi)[13]; в британском чарте синглов UK Singles Chart «I Believe» занял 11 место (в чарте с 12 марта по 30 апреля: 5 недель находился в Top 20, ещё 3 недели — в Top 75)[14]; помимо британского сингл занимал высокие места в шотландском чарте — 7 место (5 недель в чарте)[15], в нидерландском чарте — 9 место (4 недели)[16], в австралийском чарте — 10 место (17 недель)[17], в шведском чарте — 18 место (9 недель)[18] и т. д.; также популярным был один из каверов на песню «I Believe», записанный в 2005 году немецкой певицей Йоаной Циммер[англ.][19], в хит-параде Германии сингл с этой песней занял 2 место[20];
- «Ain’t Nothing Like the Real Thing[англ.]» — второй сингл, выпущен 2 мая 1994 года (с треками «Ain’t Nothing Like the Real Thing», «Break the Chain» и «I Feel Free» Джека Брюса и Пита Брауна)[21]; в британском чарте синглов UK Singles Chart «Ain’t Nothing Like the Real Thing» занял 24 место (в чарте с 14 мая по 18 июня: 6 недель находился в Top 100, из них 3 недели — в Top 40)[14]; был включён в альбом Элтона Джона Duets[англ.][22];
- «I’m No Angel[англ.]» — третий сингл, выпущен 4 июля 1994 года (с треками «I’m No Angel», «You Own the Moon», «Cool People», «Lay Down Sally» Эрика Клэптона, «Crucify Me» и «Monday Morning» — на CD-Maxi)[23][24]; в британском чарте синглов UK Singles Chart «I’m No Angel» занял 33 место (в чарте с 16 июля по 6 августа: 4 недели находился в Top 100, из них 1 неделю — в Top 40)[14];
- «Perfect World[англ.]» — четвёртый сингл, выпущен 6 марта 1995 года (с 4 ремиксами песни «Perfect World»)[25]; в британском чарте синглов UK Singles Chart «Perfect World» занял 100 место (в чарте с 25 марта 1995 года находился одну неделю в Top 100)[14];

## Видеоклипы
На ряд песен из альбома Jewel были сняты видеоклипы. На песню «I Believe» был снят чёрно-белый видеоклип режиссёрами Big TV Энди Делани и Монти Уайтблюмом. На песню «Ain’t Nothing Like the Real Thing» видео снял режиссёр Райнер Тидинг.

## Список композиций
Все композиции написаны Марселлой Детройт за исключением отмеченных:
| №   | Название                                               | Автор(ы)                       | Длительность |
| --- | ------------------------------------------------------ | ------------------------------ | ------------ |
| 1.  | «Jewel»                                                |                                | 4:13         |
| 2.  | «I Believe»                                            |                                | 4:52         |
| 3.  | «Perfect World»                                        |                                | 4:52         |
| 4.  | «Art of Melancholy»                                    |                                | 4:27         |
| 5.  | «James Brown»                                          |                                | 4:46         |
| 6.  | «Detroit»                                              |                                | 3:55         |
| 7.  | «Ain’t Nothing Like the Real Thing» (с Элтоном Джоном) | Николас Эшфорд, Валери Симпсон | 3:55         |
| 8.  | «I’m No Angel»                                         |                                | 4:14         |
| 9.  | «I Want to Take You Higher»                            | Слай Стоун                     | 3:31         |
| 10. | «You Don’t Tell Me Everything»                         |                                | 3:37         |
| 11. | «Cool People»                                          |                                | 3:32         |
| 12. | «Out of My Mind»                                       | Лэнс Астон                     | 4:23         |
| 13. | «Prima Donna»                                          |                                | 1:56         |

| №   | Название | Длительность |
| --- | -------- | ------------ |
| 14. | «Shadow» | 3:44         |

## Jewel: The Original Demo Recordings
В 2014 году Марселла Детройт выпустила сборник с демозаписями, которые лежали в основе оригинальных песен альбома Jewel. В сборник вошли 15 треков: 9 демозаписей песен из альбома (для 9 из 13 имеющихся в альбоме песен), 4 демозаписи песен со вторых сторон синглов («Break the Chain», «Crucify Me», «Monday Morning» и «You Own the Moon») и 2 ранее не издававшихся песни «Second Class Citizen» и «Love and Destruction». Демозапись песни «Prima Donna» в этом сборнике в сравнении со студийным вариантом представлена в более длительной по звучанию версии с дополнительными куплетами.
Список композиций
1. «Art of Melancholy» — 4:26
2. «Break the Chain» — 3:46
3. «Cool People» — 3:36
4. «Crucify Me» — 3:49
5. «Detroit» — 4:16
6. «I Believe» — 4:33
7. «I’m No Angel» — 4:10
8. «Jewel» — 2:55
9. «Love and Destruction» — 3:54
10. «Monday Morning» — 4:08
11. «Perfect World» — 5:20
12. «Second Class Citizen» — 4:08
13. «You Don’t Tell Me Everything» — 3:38
14. «You Own the Moon» — 4:18
15. «Prima Donna» — 2:46

## Участники записи
В записи альбома принимали участие:
- Марселла Детройт — вокал, бэк-вокал, губная гармоника («James Brown», «Ain’t Nothing Like the Real Thing», «I Want to Take You Higher»), гитары (электрогитара, акустическая гитара, в том числе двенадцатиструнная гитара — «You Don’t Tell Me Everything»), клавишные (синтезатор, орган — «I Believe», «James Brown», клавинет[англ.] — «Detroit», электрическое фортепиано — «Out of My Mind»), программирование;
- Элтон Джон — вокал («Ain’t Nothing Like the Real Thing»);
- Фил Манзанера — гитара («I Believe», «I’m No Angel», «You Don’t Tell Me Everything», «Cool People», «Out of My Mind»);
- Джеймс «Спаркс» Синклер — стил-гитара («I Want to Take You Higher», «Out of My Mind»);
- Фил Спалдинг[англ.] — бас-гитара, бэк-вокал, акустическая гитара («Jewel», «Ain’t Nothing Like the Real Thing», «I Want to Take You Higher»), гитара («Detroit»), фузз-бас[англ.] («I Want to Take You Higher»);
- Энтони Клит — виолончель («Art of Melancholy»);
- Джордж Робертсон — струнные («Art of Melancholy»);
- Харри Монтегю-Мейсон — струнные («Art of Melancholy»);
- Джим Маклеод — струнные («Art of Melancholy»);
- Гэвин Райт[англ.] — струнные («James Brown», «Out of My Mind»);
- Джулс Холланд — орган Хаммонда («I Believe», «James Brown»), фортепиано («James Brown», «Detroit»);
- Дэвид Теодере — гобой («Art of Melancholy»);
- Крис Томас — флейта («I Believe»), клавишные («Detroit»), колокола («Ain’t Nothing Like the Real Thing»), клавесин («You Don’t Tell Me Everything»), драм-программирование («Prima Donna»);
- Чак Сабо[англ.] — ударные, конги («Detroit»);
- хор Grange Junior Choir (хормейстер Сьюзан Райан) — хоровое пение («I’m No Angel»);
- Мэттью Вон — программирование;

продюсирование и звукозапись:
- Крис Томас — продюсирование;
- Дэвид Николас — звукоинженер;
- Пит Льюис — помощник звукоинженера;
- Шон Де Фео — помощник звукоинженера;
- Ян Купер — звукоинженер по мастерингу[англ.] (Metropolis Mastering[англ.]);
- Кевин Меткаф — звукоинженер по мастерингу (The Town House[англ.]);
- J. C. Music — менеджмент;
- Джон Кэмпбелл — менеджмент;

а также оформление обложки:
- Michael Nash Associates — дизайн;
- Юрген Теллер[англ.] — фотография.

## Статистика по продажам и чарты
Сертификации
| Страна         | Провайдер | Сертификация | Год  | Число проданных копий      |
| -------------- | --------- | ------------ | ---- | -------------------------- |
| Великобритания | BPI       | Серебряный   | 1994 | 60 000 (на 1 августа 1994) |

Чарты
| Год  | Название чарта                              | Высшая позиция | Пребывание в чарте | Первая неделя (место и дата) | Последняя неделя (место и дата) |
| ---- | ------------------------------------------- | -------------- | ------------------ | ---------------------------- | ------------------------------- |
| 1994 | Британский альбомный чарт (UK Albums Chart) | 15             | 6 недель           | 15 (09.04.1994)              | 96 (14.05.1994)                 |
| 1994 | Швейцарский хит-парад (Schweizer Hitparade) | 18             | 12 недель          | 26 (17.04.1994)              | 48 (03.07.1994)                 |
| 1994 | Шведский альбомный чарт (Sverigetopplistan) | 32             | 7 недель           | 50 (08.04.1994)              | 44 (27.05.1994)                 |